# Schloss Kühbach

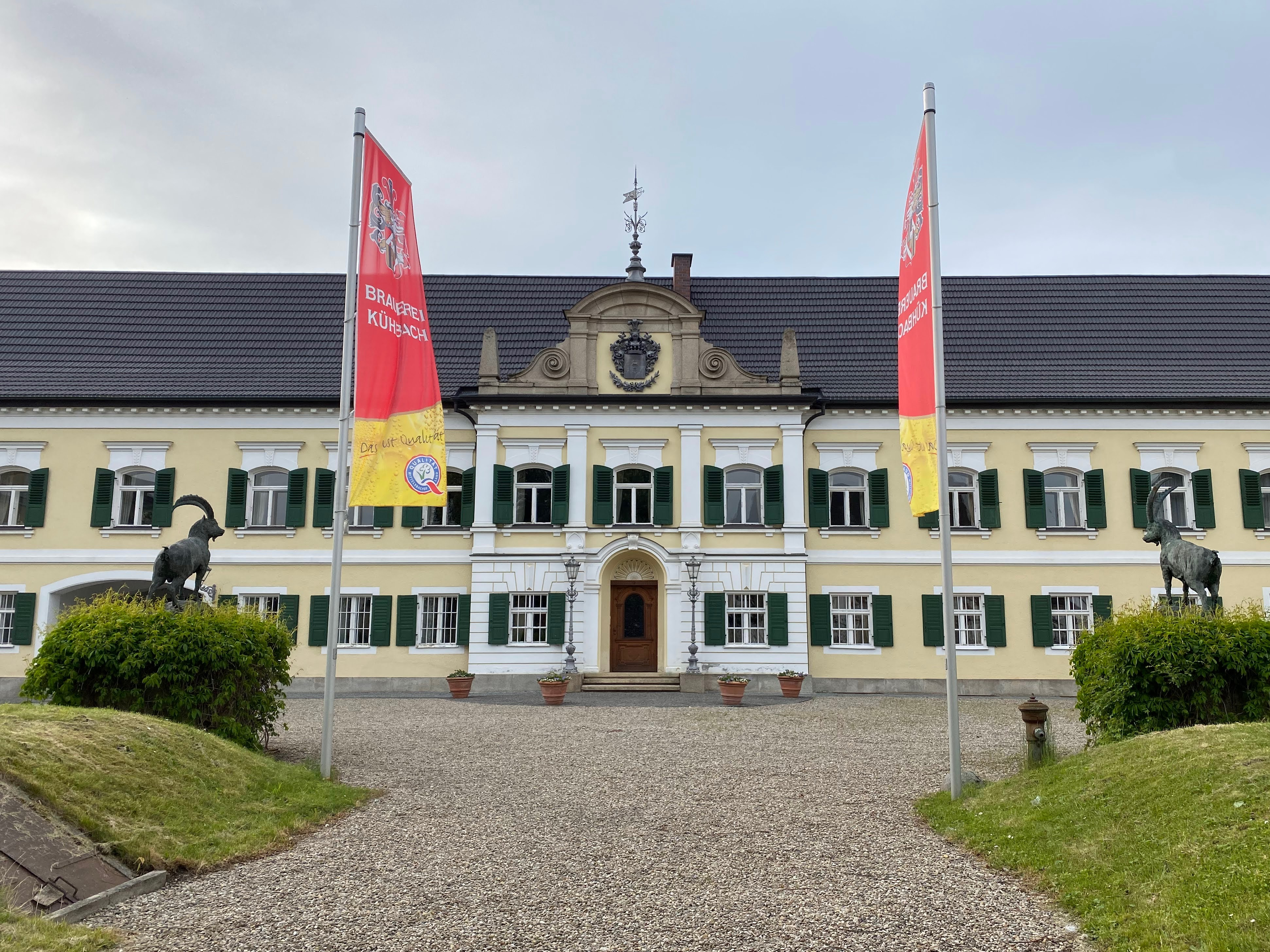
Mitteltrakt (Südseite) des Schlosses

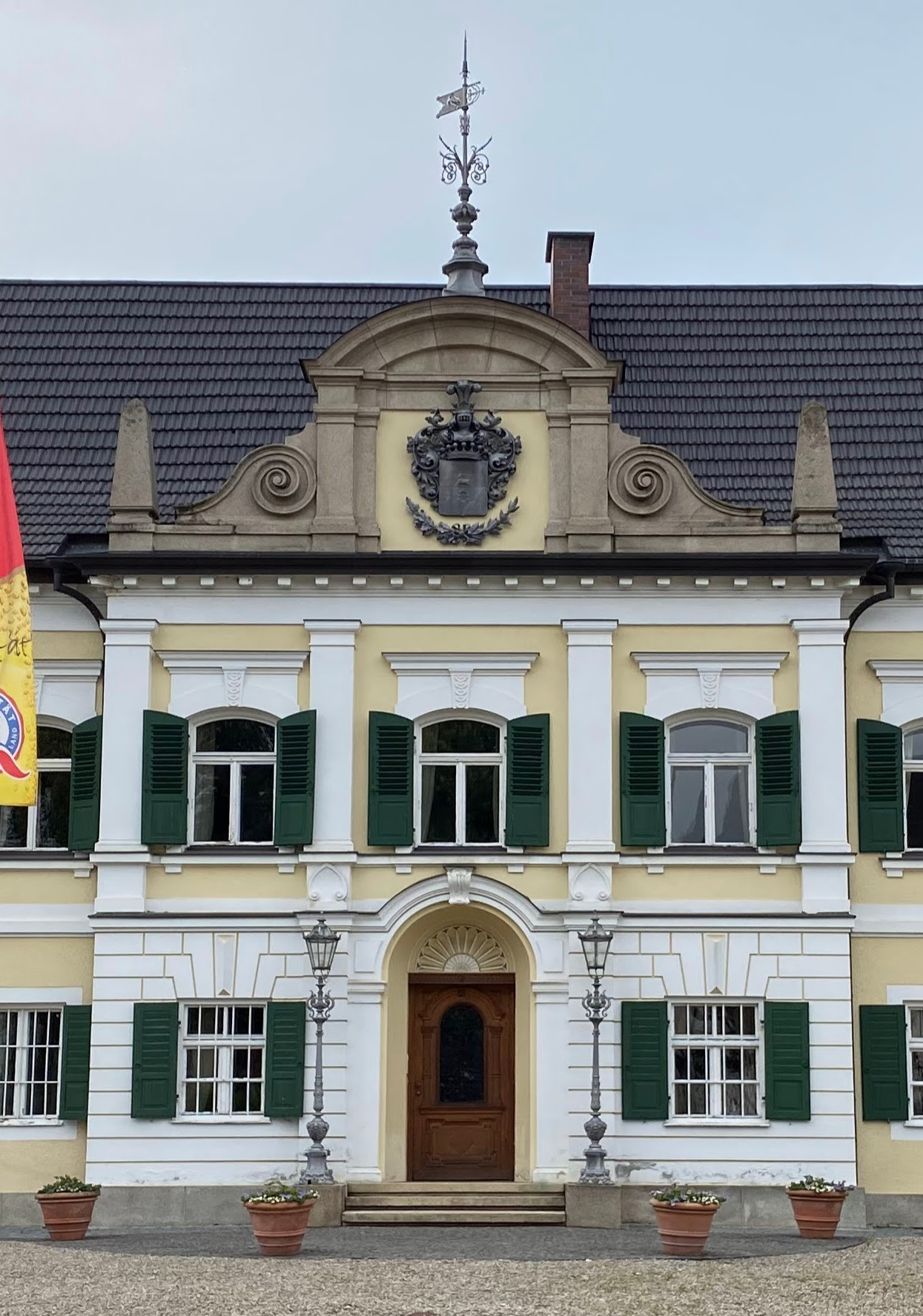
Hauptportal im Mitteltrakt des Schlosses

Schloss Kühbach ist eine nach Süden hin offene zweigeschossige Dreiflügelanlage im Stil des Klassizismus. Es liegt mitten im Markt von Kühbach im Landkreis Aichach-Friedberg als Teil des historischen Wittelbacher Landes. Die heutige Bausubstanz geht auf die Zeit zwischen dem Ende des 17. und dem Beginn des 18. Jahrhunderts zurück.

## Geschichte
Urkundlich geht das heutige Schloss auf das Jahr 1011 zurück. Es ist hervorgegangen aus den ehemaligen Konventgebäuden des einstigen Benediktinerinnenklosters St. Magnus. König Heinrich II. bestätigte, dass Graf Adalbero von Sempt-Ebersberg als Schirmvogt des Klosters eingesetzt wird. Damit hatte dieser auch die Schutzaufsicht über das Kloster inne. Nachdem das Adelsgeschlecht ausgestorben war, ging das Areal im 12. Jahrhundert an die Wittelsbacher über. Das Schloss war immer wieder Opfer von Kriegen und Bränden, dabei gingen wertvolle Bausubstanzen und Kulturgüter (z. B. Bibliothek und Archiv) verloren.
Nach seiner Zerstörung im Dreißigjährigen Krieg wurde das Kloster nur zum Teil wieder aufgebaut und im Lauf der Jahre mehrmals verändert. Während der Säkularisation (1803) gingen erneut wertvolle Kunstschätze verloren. 1820 hatte man den Südflügel abgerissen und durch eine Mauer mit schmiedeeisernen Gitter ersetzt. Herzog Max in Bayern, Vater der legendären Sisi, erwarb 1831 das Kloster mit dazugehörenden Gütern. Der Herzog, dem auch das benachbarte Wasserschloss Unterwittelsbach gehörte, nutzte das Schloss für rauschende Feste. Der Park sowie der prächtige Schlosssaal wurden von Herzog Max neu gestaltet. 
Nach einem verheerenden Brand im Jahre 1860 wurde das Schloss im klassizistischen Stil wieder aufgebaut. Im Westflügel des Gebäudes befindet sich noch der Torturm aus dem Jahre 1696. 1862 ging das Schloss in Besitz der freiherrlichen Familie Beck-Peccoz über.
Nach 1945 wurde das Schloss für kurze Zeit als Unterkunft für Flüchtlinge genutzt. Danach ging es wieder in die Hände derer von Beck-Peccoz über.
Schloss und Vorpark, mit den beiden imposanten bronzenen Steinböcken, dem Wappentier der Familie, sind nicht der Öffentlichkeit zugänglich.

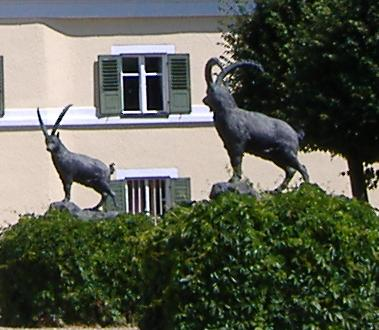
Bronzene Steinböcke im Vorpark des Schlosses
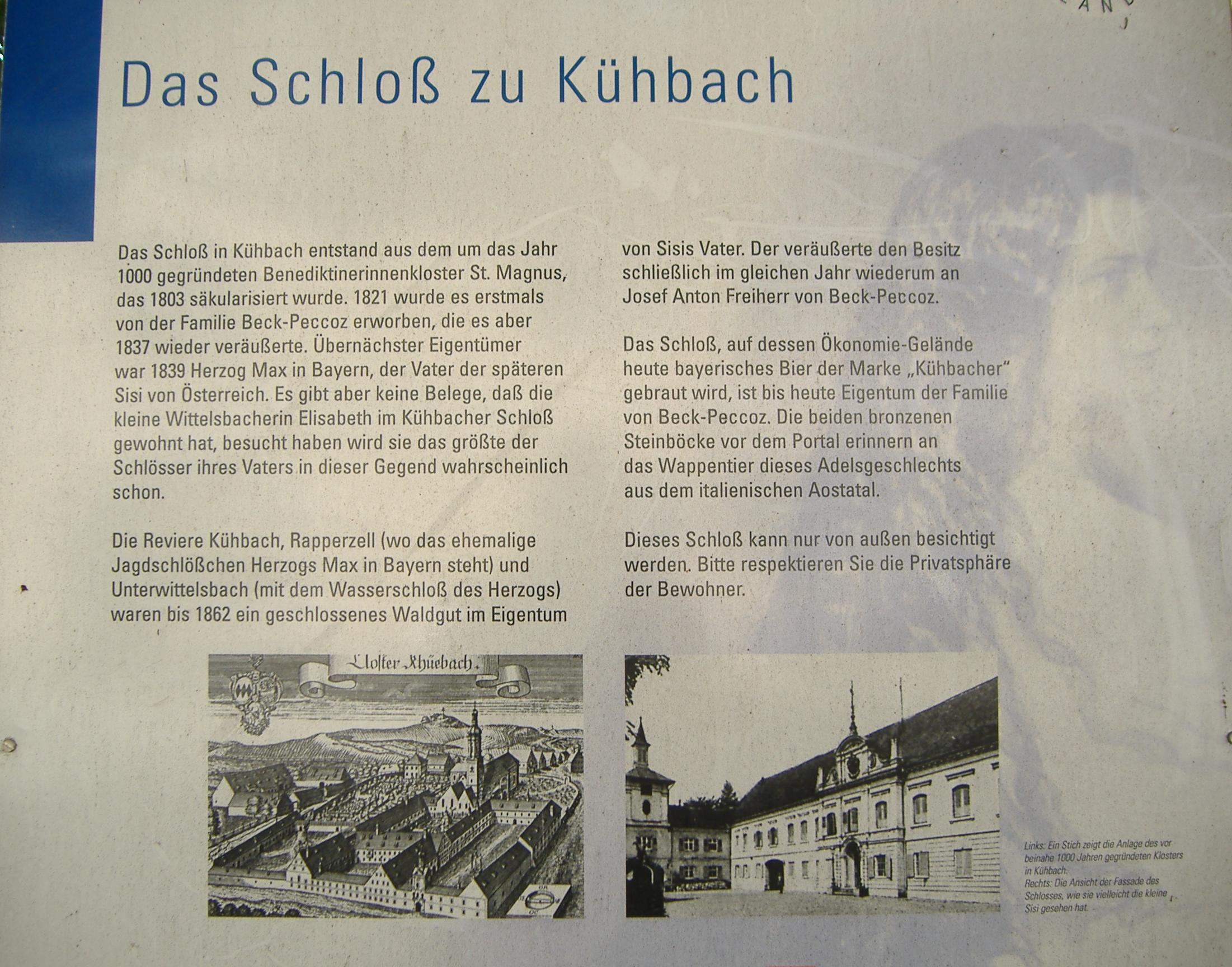
Teilansicht der Infotafel in der Nähe des Schlosses
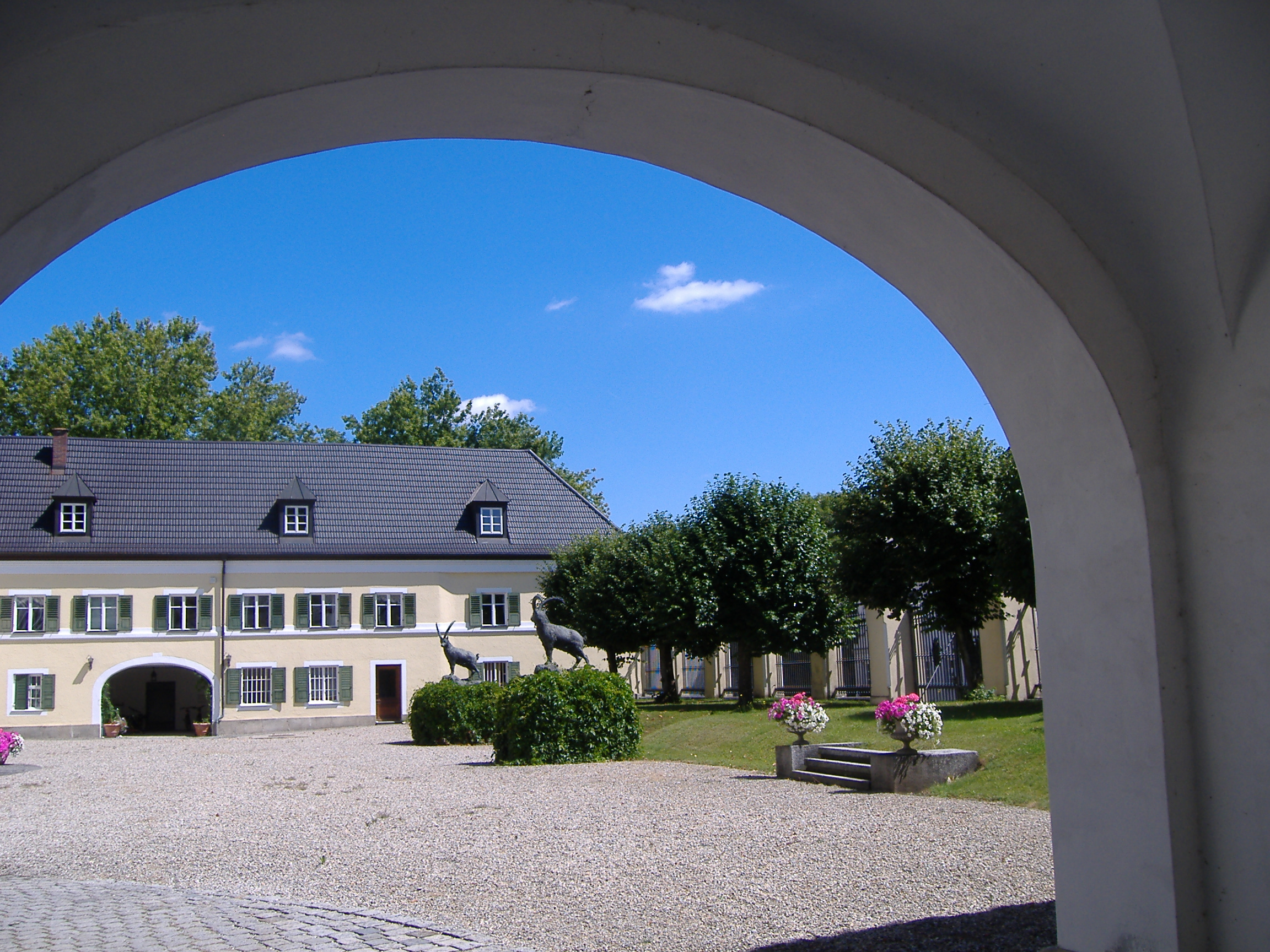
Blick durch den westlichen Schlosstorturm in den Vorpark und auf den östlichen Schlossflügel (Innenseite)
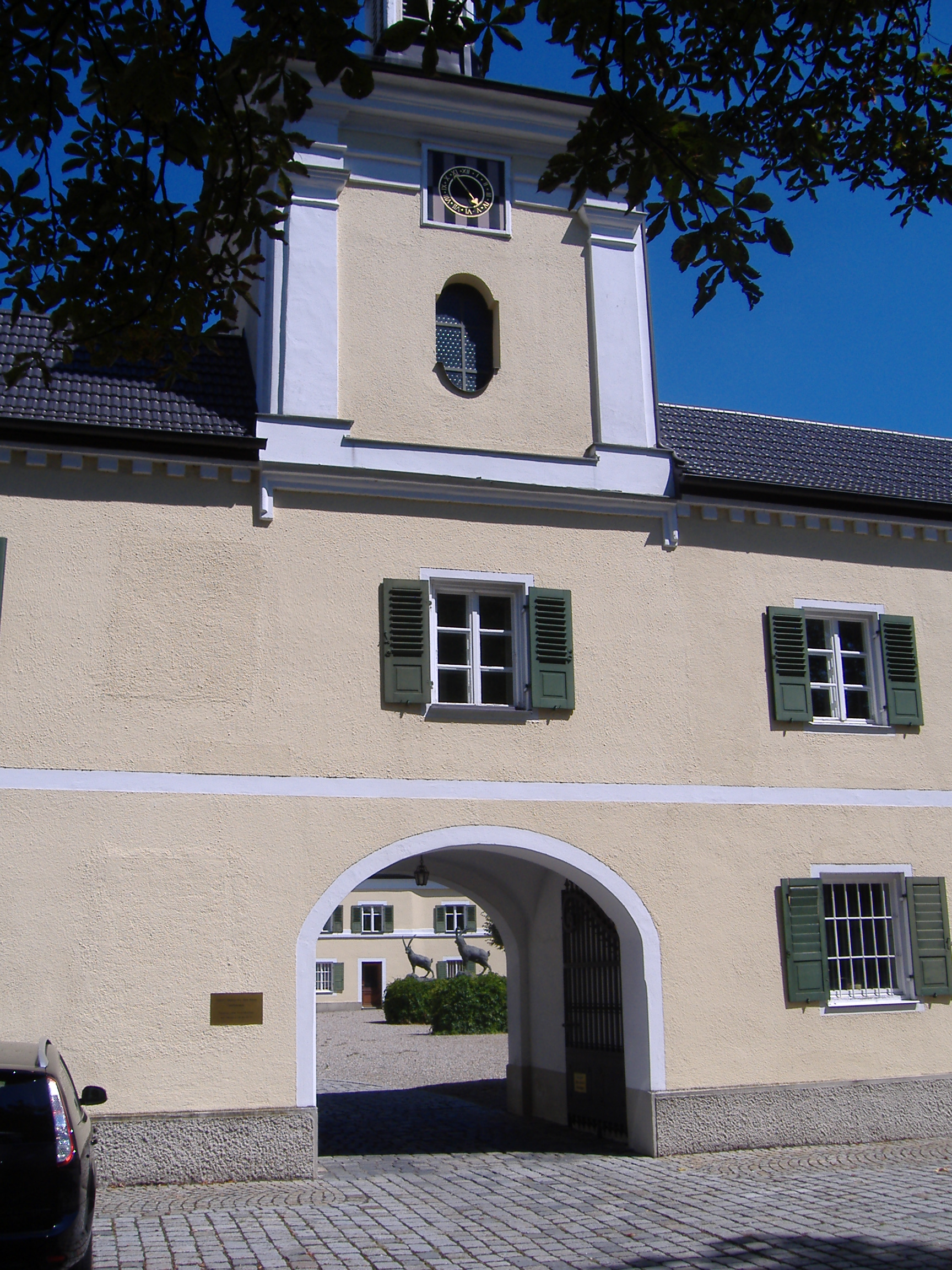
Westlicher Schlosstorturm
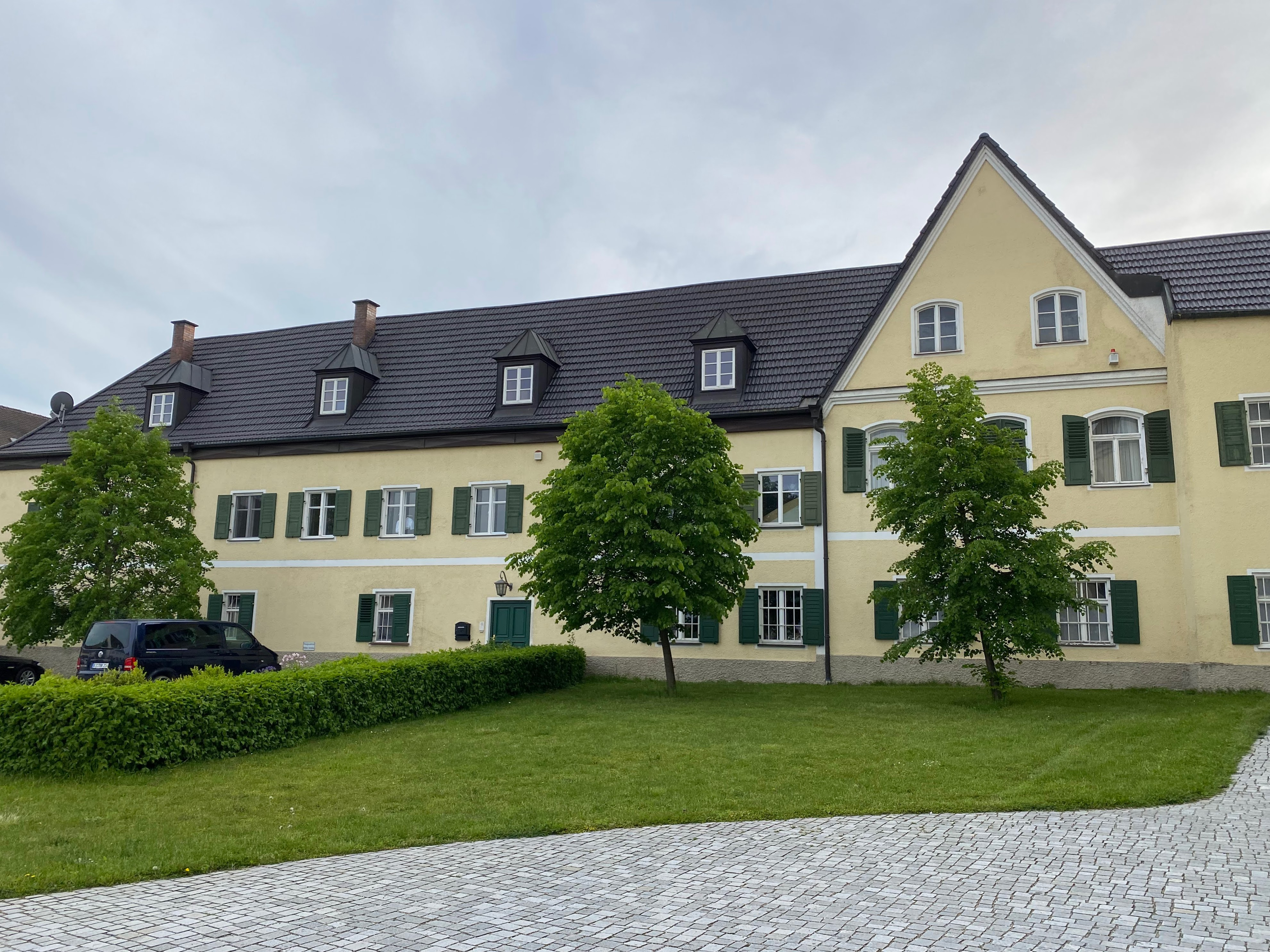
Östlicher Schlossflügel
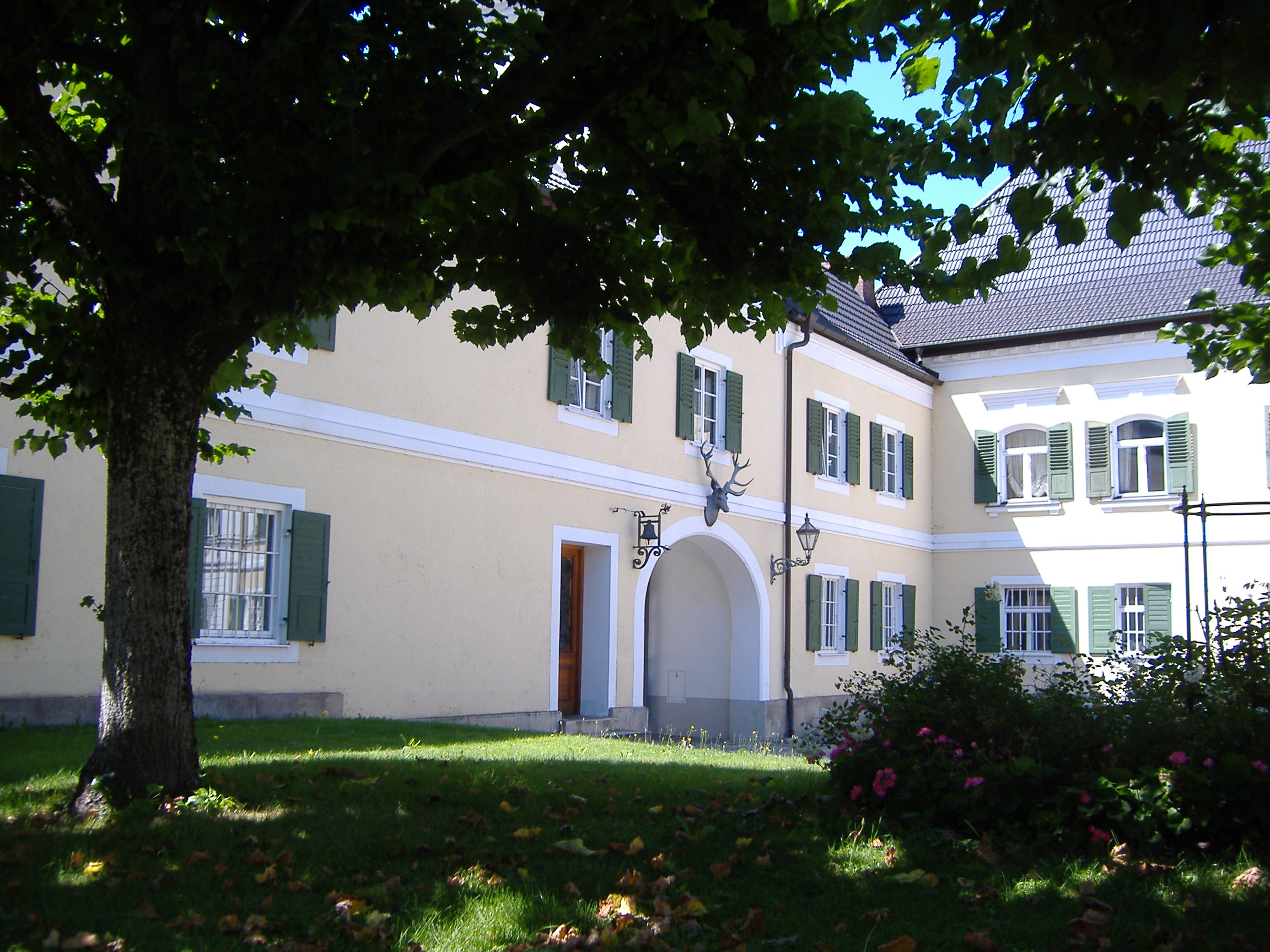
Westlicher Schlossflügel (Innenseite)